# Jordklassifikation
En jordklassifikation eller jordklassificering er et klassifikationssystem til at klassificere jord i forskellige jordtyper. De geologiske og pedogenetiske årsager og processer, der førte til udviklingen af egenskaberne, spiller ikke nogen rolle i klassificeringen, men er grundlaget for klassificeringen af jorde i et jordbundssystem. Jordbundsklassificering beskriver og differentierer jorde eller opsummerer dem efter deres egenskaber. Disse træk kan ofte påvises i felten, men i nogle tilfælde kan eller skal de bestemmes gennem kemiske analyser eller under mikroskop.
Udover jordbundsvidenskabelige og geologiske klassifikationer, er der også en geoteknisk jordbundsklassifikation, hvor undergrundsegenskaberne og jordarbejderne er i forgrunden (se DIN 4022). Albert Atterberg, Arthur Casagrande og Karl von Terzaghi ydede vigtige bidrag til jordklassificering indenfor geoteknik.

## Jordklassifikationer
Internationale jordklassifikationer:
- World Reference Base for Soil Resources (1998- Nuværende jordbundsklassificering reference)
- FAO-UNESCOs jordklassifikation (1974-1998 Tidligere jordbundsklassificering reference)

Eksempler på nationale jordklassifikationer:
- Den Danske Jordklassificering (DDJ) - lavet af landbrugsministeriet mellem 1975-1980. DDJ er ikke anvendt administrativt siden 1990'erne ifølge lex.dk artiklen.[2][3][4] Dog anvendes DDJ-kort i en retsinformation.dk bekendtgørelse; BEK nr 936 af 23/07/2024.[5]
- USDA jordklassifikation